# Xanthorhoe acutata
Xanthorhoe acutata är en fjärilsart som beskrevs av Walker 1862. Xanthorhoe acutata ingår i släktet Xanthorhoe och familjen mätare. Inga underarter finns listade i Catalogue of Life.